# Unité de bruit médiatique
 (octobre 2020).
L'unité de bruit médiatique, abrégée sous la forme UBM, est un indicateur de mesure de l’impact médiatique offline et online d’un sujet d’actualité ou d’une personnalité
Créé en 2000 par la société Secodip du groupe TNS, cet indicateur est produit par la société Onclusive, ex-Kantar Media, ex-TNS Sofres, spécialiste de la veille et de l'analyse média, en partenariat avec Médiamétrie.
L’UBM est calculée en fonction de l’espace rédactionnel (en pages ou en minutes) consacré à un sujet et de l’audience du média véhiculant cette information : 1 UBM correspond à 1 % de la population française de 15 ans et + potentiellement exposée à une page ou une minute d’information sur un sujet donné dans les médias. 
Indice de pression médiatique, l’UBM est mis en œuvre quotidiennement sur un panel de 120 supports généralistes leaders en audimétrie : 43 titres de presse écrite,  57 tranches d’information audiovisuelle,  20 sites médias online. Depuis 2014, l’UBM 360 intègre la mesure de l’impact des médias sociaux, effectuée sur la base d’un corpus ouvert des conversations en langue française sur Twitter, Facebook, blogs, sites de vidéos et de photos.
L’intérêt de cet indice est d’analyser dans le temps la médiatisation d’un sujet, d’une thématique ou d’une personnalité, et de la comparer avec celles d’autres sujets et avec le contexte médiatique. L’analyse peut également se faire au niveau des médias pour savoir quel type de média a le plus médiatisé un sujet, de façon positive ou négative.
Selon cet indicateur, en 2012, la principale exposition médiatique en France a concerné les attentats de mars 2012.